# Prokathedrale St. Paulus
Die Prokathedrale St. Paul (englisch: St Paul’s Pro-Cathedral, oft verkürzt zu St Paul’s Cathedral) ist eine anglikanische Pro-Kathedrale in Valletta, Malta.
Königin Adelheid hatte die Insel besucht, nachdem Malta 1814 Teil des Britischen Weltreichs geworden war. Da es auf der Insel kein anglikanisches Gotteshaus gab, ließ sie für die Angehörigen der Kolonialverwaltung die St.-Paul-Prokathedrale errichten. Zur Schaffung des Bauplatzes riss man die alte Auberge d’Allemagne, das Haus der Malteser-Ritter der „deutschen Zunge“ des Ordens als einzige Auberge willentlich ab. Der Grundstein wurde am 20. März 1839 gelegt, die Kirche 1844 vollendet. Sie ist im klassizistischen Stil erbaut. Der Kirchturm war bis zum Bau der Kuppel der Karmeliterkirche das höchste Gebäude Vallettas.
St. Paul’s befindet sich am Independence Square. Der Kirchturm ist über 60 m hoch, das Portal ist mit ionischen Säulen geschmückt. Der Innenraum ist einfach gehalten und dauerhaft mit Flaggen behängt.
Patron der Kirche ist der Apostel Paulus, der erste Missionar Maltas. Er erlitt im Zeitraum 50–60 n. Chr. einen Schiffbruch und landete so auf der Insel. Das Patronatsfest ist am 10. Februar.
St. Paul ist eine der beiden Pro-Kathedralen der Diözese in Europa (bis 1980 Diözese Gibraltar).
Diese Kirche ist nicht zu verwechseln mit der römisch-katholischen Konkathedrale St. Johannes.

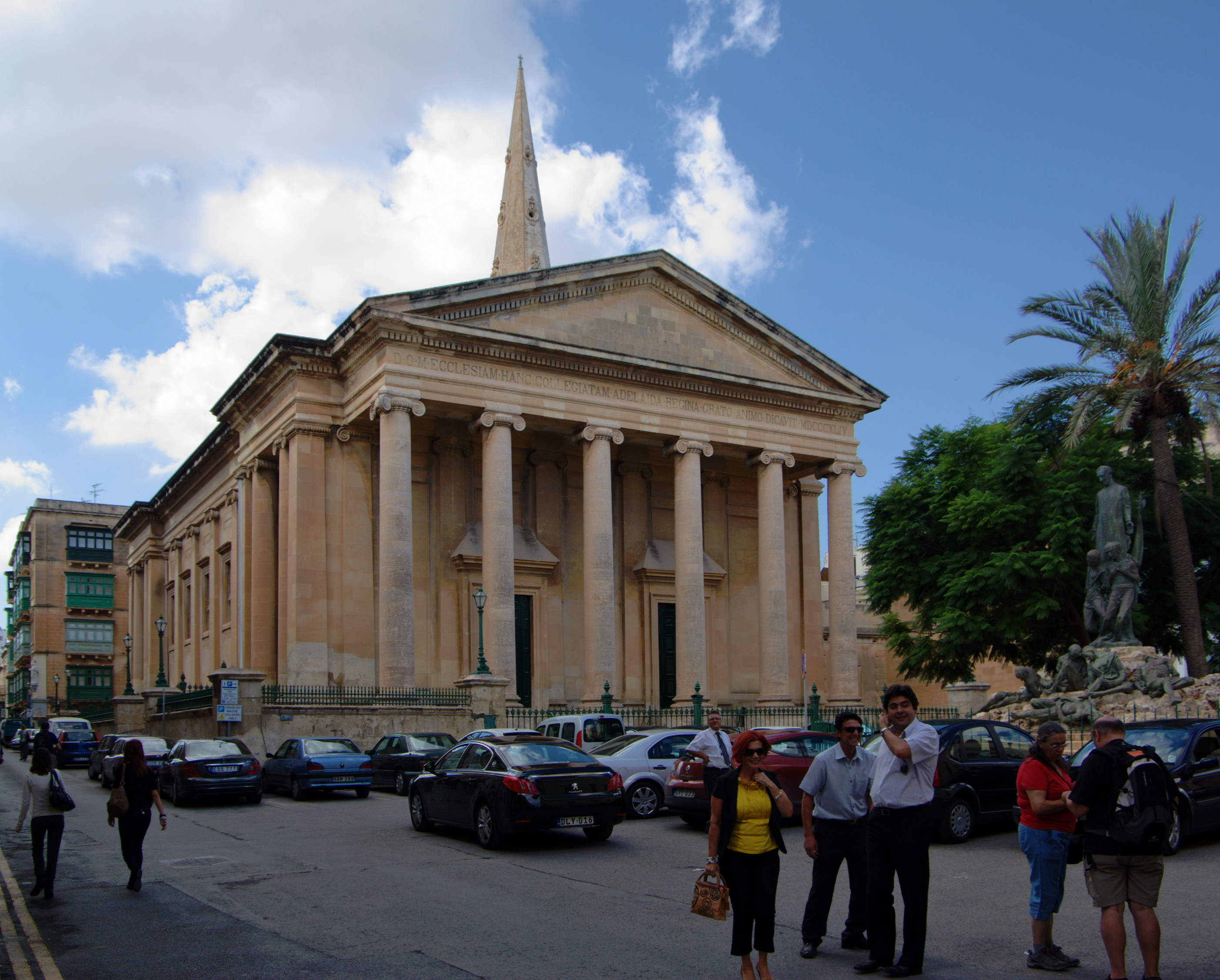
Fassade
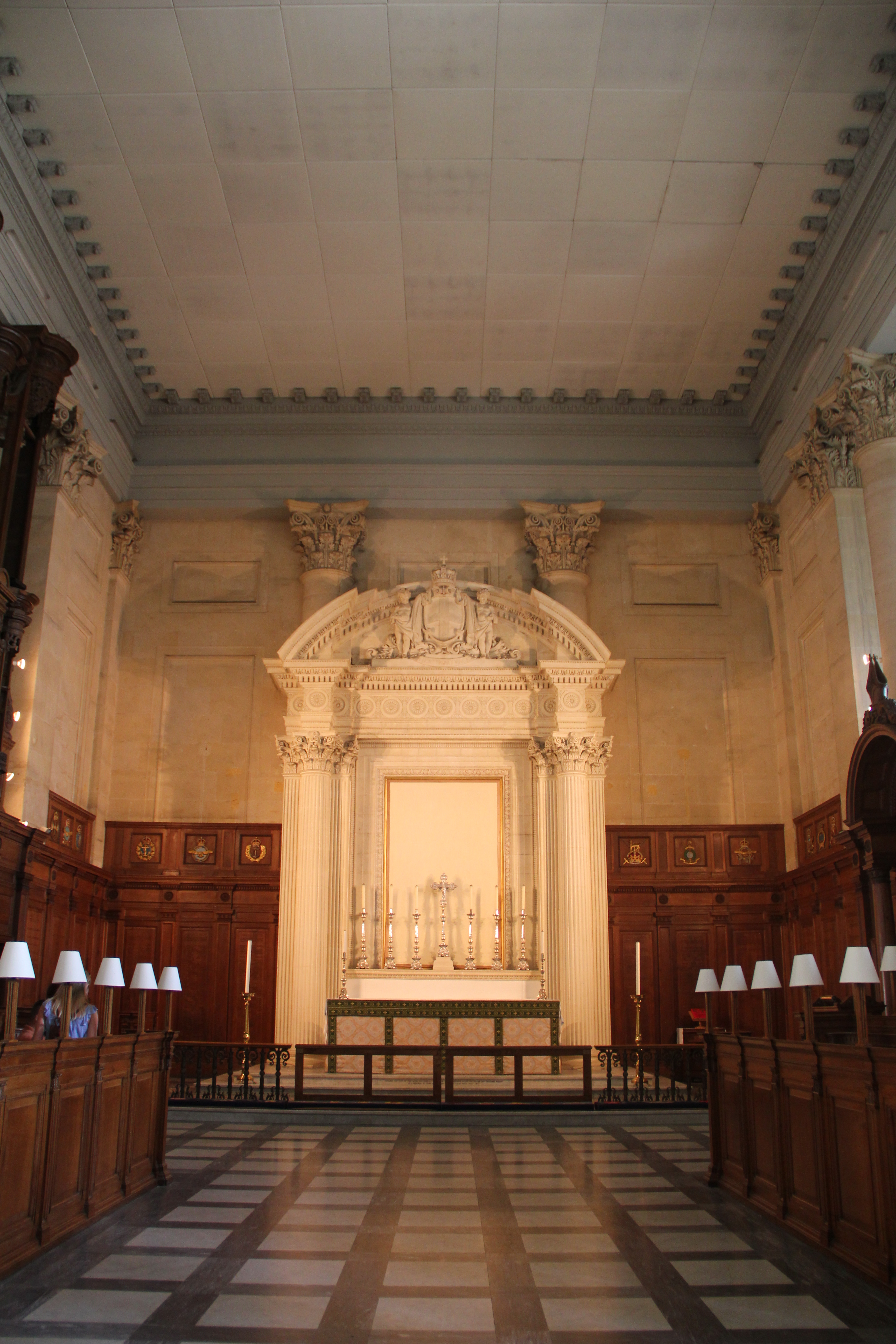
Innenansicht
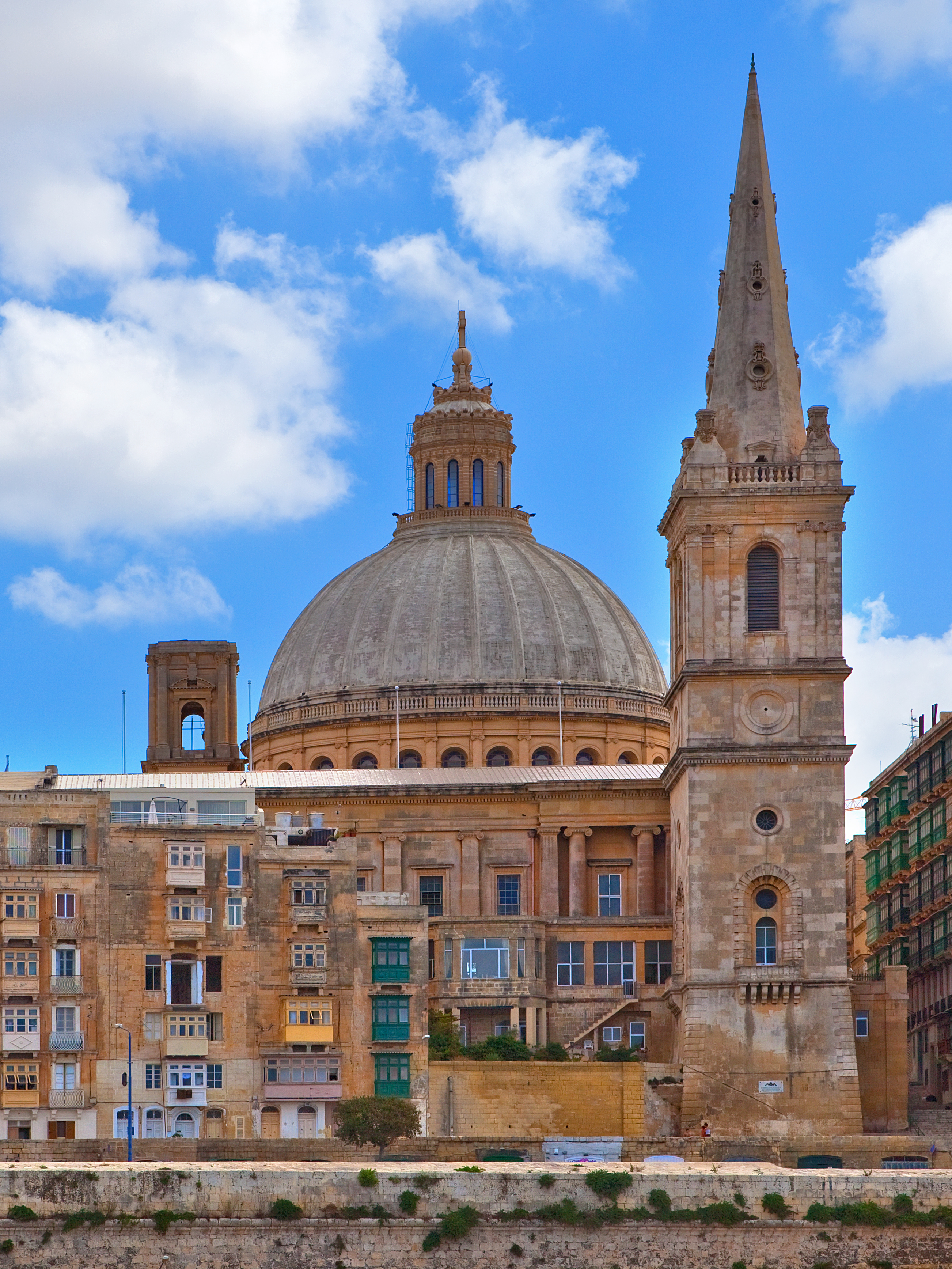
Langhaus und Turm der Prokathedrale St. Paul, dahinter die Kuppel der Karmeliterkirche
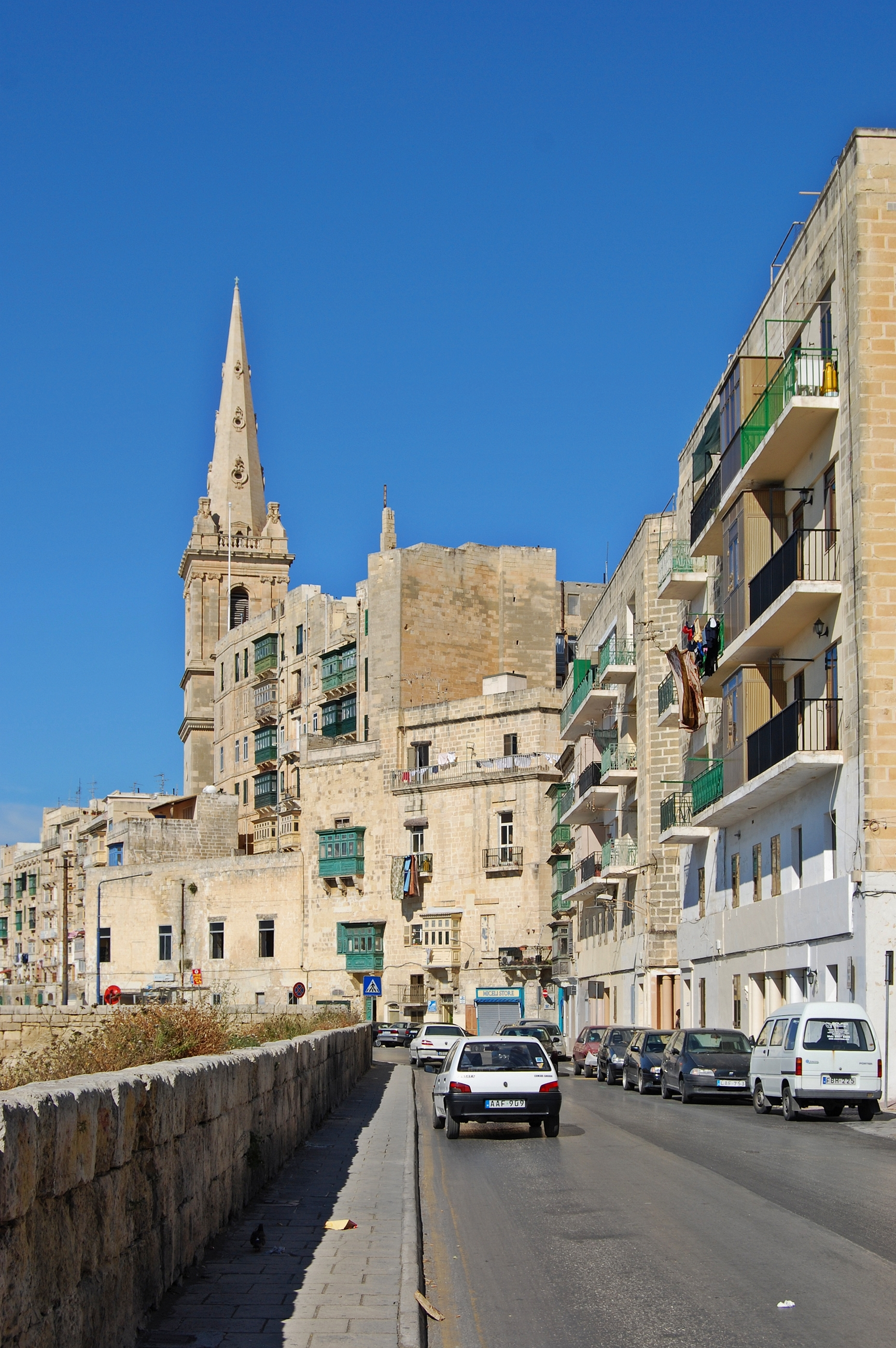
Straßenszene in Valletta mit Turm der Prokathedrale St. Paul